# 小行星11242
小行星11242（11242 Franspost）是一颗绕太阳运转的小行星，为主小行星带小行星。该小行星于1971年3月25日发现。

## 轨道参数
小行星11242的轨道半长轴为2.2783860 UA，离心率为0.058。